# Betty's Affair
Betty's Affair è un cortometraggio muto del 1916. Il nome del regista non viene riportato nei credit del film prodotto dalla Vitagraph di cui non si hanno altri dati sicuri.

## Produzione
Il film fu prodotto dalla Vitagraph Company of America.

## Distribuzione
Distribuito dalla General Film Company, il film - un cortometraggio in una bobina - uscì nelle sale cinematografiche statunitensi il 27 ottobre 1916.